# Krasnoe (Oblast' di Belgorod)
Krasnoe (in russo Красное?) è un villaggio della Russia europea sudoccidentale, situata nella oblast' di Belgorod, in Russia; è il centro amministrativo del rajon Krasnenskij e dell'insediamento rurale Krasnenskoe (Красненское сельское поселение). 